# Zollbürgschaft
Mit der Zollbürgschaft (englisch customs bond, französisch garantie douanière) übernimmt der ausstellende Bürge die Haftung für die ordnungsgemäße Zahlung gestundeter Zölle durch den Steuerpflichtigen.

## Allgemeines
Zollbürgschaften sind eine Unterart der Steuerbürgschaften, die allgemein den gestundeten Anspruch der Finanzverwaltung aus Steuerschuldverhältnissen, Verbrauchsteuern und Zöllen sichern. Die Finanzbehörden können Ansprüche aus dem Steuerschuldverhältnis ganz oder teilweise stunden, wenn die Einziehung bei Fälligkeit eine erhebliche Härte für den Steuerschuldner bedeuten würde und der Anspruch durch die Stundung nicht gefährdet erscheint; die Stundung soll in der Regel nur auf Antrag und gegen Sicherheitsleistung gewährt werden (§ 222 AO). Als Sicherheitsleistung wird auch eine Bürgschaft oder ein Schuldversprechen (§ 241 Abs. 1 Nr. 7 AO) eines „tauglichen Steuerbürgen“ anerkannt (§ 244 Abs. 2 AO). Hierzu gehören die von der Generalzolldirektion zugelassenen Kreditinstitute und Versicherungsunternehmen, die diese Bürgschaften übernehmen dürfen.
Das Zollzahlungsrisiko lässt sich durch Dritte (etwa Kreditinstitute, Versicherer) in Form der Zollbürgschaft absichern. Die Bonität der Kreditinstitute/Versicherer soll der Zollverwaltung die Möglichkeit geben, auf sie zurückzugreifen, falls der Steuerpflichtige nicht zahlen kann.

## Zollzahlungsaufschub
Der Zollzahlungsaufschub verhindert, dass Importeure bereits bei der Zollabfertigung zu einem Zeitpunkt Zölle zahlen müssten, an welchem die importierte Ware noch gar nicht verkauft sein kann. Erst durch den späteren Verkauf wird der im Verkaufspreis mitkalkulierte Zoll vom Importeur vereinnahmt und könnte an die Zollverwaltung abgeführt werden.
Entsteht durch Überführung von Waren in ein Zollverfahren eine Zollschuld, so werden gemäß Art. 195 Abs. 1 Zollkodex der Union (UZK) die Waren dem Anmelder erst überlassen, wenn der Einfuhr- oder Ausfuhrabgabenbetrag entrichtet wurde oder eine diesem Betrag entsprechende Sicherheitsleistung erbracht wurde. Art. 110 b) UZK sieht deshalb vor, dass den Beteiligten oder auch einem Dritten (etwa Spediteur) auf Antrag und unter bestimmten Voraussetzungen ein Zahlungsaufschub gewährt werden kann. Dieser ist von einer Sicherheitsleistung nach Art. 95 UZK abhängig.
Von großer praktischer Bedeutung ist der laufende Zahlungsaufschub nach Art. 110 b) UZK, bei dem die Abgaben nicht sofort bei der Zollabfertigung entrichtet werden müssen. Die Zahlung erfolgt erst zu einem späteren Zeitpunkt, wobei alle Einfuhren, die in diesem Zeitraum getätigt wurden, zusammengefasst werden. Der laufende Zahlungsaufschub ist nur zu bewilligen, wenn aufgrund regelmäßiger Überlassung von Nicht-Unionswaren in den zollrechtlich freien Verkehr unter Inanspruchnahme des bewilligten Zahlungsaufschubs ein wirtschaftliches Bedürfnis sowohl für den Wirtschaftsbeteiligten als auch für die Zollverwaltung für diese Zahlungserleichterung besteht.
Sofern Spediteure oder Importeure ein öffentliches Zolllager unterhalten (Art. 210 ff. UZK), können sie ihre Importabgaben (Importzölle) bis zum Weiterverkauf oder bis zur Weiterverarbeitung der Waren stunden lassen. Die Stundung ist erforderlich, weil die Einfuhrzölle bereits im Zeitpunkt des Imports fällig werden; jedoch vereinnahmen die Importeure die Verkaufserlöse, aus denen sie die Einfuhrzölle bezahlen können, erst beim Weiterverkauf. Eine Stundung überbrückt den Zeitraum zwischen eigentlicher Fälligkeit der Einfuhrzölle und Erlöseingang, beschleunigt die Abwicklung der Geschäfte und den Transport.
Die Bewilligung für laufenden Zahlungsaufschub setzt voraus, dass zuvor eine Bewilligung einer Sicherheitsleistung nach Art. 95 UZK von dem örtlich zuständigen Hauptzollamt erteilt wurde. Zahlungsaufschub ohne Sicherheitsleistung kann nur für Einfuhrumsatzsteuer bewilligt werden, die in voller Höhe als Vorsteuer abgezogen werden kann.

## Rechtsfragen
Der Inhaber des Versandverfahrens hat gemäß Art. 233 Abs. 1 c) UZK eine Sicherheit zu leisten. Die Sicherheit ist grundsätzlich in der gesamten Europäischen Union gültig. Nach Art. 89 Abs. 8 UZK ist bei Warenbeförderungen auf dem Luftweg, auf dem Rhein, den Rheinwasserstraßen, der Donau und den Donauwasserstraßen und durch fest installierte Transporteinrichtungen keine Sicherheit zu leisten.
Die Sicherheit kann gemäß Art. 91 Abs. 1 b) UZK geleistet werden durch Verpflichtungserklärung eines Bürgen. Dieser muss gemäß Art. 94 Abs. 1 UZK ein akkreditiertes Kreditinstitut, Finanzinstitut oder Versicherungsunternehmen sein. Der Bürge verpflichtet sich schriftlich zur Entrichtung des gesicherten Betrages der der Zollschuld entsprechenden Einfuhr- oder Ausfuhrabgaben und anderen Abgaben.
Der UZK überlässt die Ausgestaltung des Rückgriffs bei einer Zollbürgschaft den nationalen Rechtsordnungen. Gleiches gilt für den Regress des Letztverkäufers nach Art. 4 der Richtlinie 1999/44/EG (Verbrauchsgüterkauf-Richtlinie).

## Rechtsfolgen
Der Bürgschaftsfall tritt bei Zollbürgschaften ein, wenn der Zollschuldner seiner Zollzahlungspflicht bei Fälligkeit nicht oder nicht vollständig nachkommt. Die Zollverwaltung darf den Bürgschaftsbetrag stets nur anfordern, wenn die gesicherte Hauptverbindlichkeit besteht und der vorausgesetzte Sicherungsfall eingetreten ist. Dann muss die Zollverwaltung lediglich das behaupten, was Zahlungsbedingung der Zollbürgschaft war (sog. formeller Bürgschaftsfall). Ferner muss die Zollverwaltung die Schlüssigkeit der Hauptforderung beweisen (sog. materieller Bürgschaftsfall). Dabei hat sie nachzuweisen, dass die durch Zollbürgschaft gesicherte Zollforderung fällig ist. Liegen die Voraussetzungen vor, darf die Zollverwaltung den Bürgen aus der gegebenen Zollbürgschaft auf Geldzahlung in Anspruch nehmen.
Dann ist der Bürge aus der Zollbürgschaft verpflichtet, Zahlung zu leisten. Durch die Zahlung geht bei der Zollbürgschaft gemäß § 774 Abs. 1 BGB die Forderung der Zollverwaltung gegen den Zollschuldner auf den Bürgen kraft Gesetzes über (Legalzession).
Die Zollbehörden geben die Zollbürgschaft umgehend frei, wenn die Zollschuld oder eine andere Abgabenschuld erloschen ist oder nicht mehr entstehen kann (Art. 98 Abs. 1 UZK).

## International
Gemäß Art. 69 Schweizer Zollgesetz (ZG) entsteht die Zollschuld unter anderem im Zeitpunkt, in dem die Zollstelle die Zollanmeldung annimmt. Gewährt die Eidgenössische Zollverwaltung (EZV) Zahlungserleichterungen, so muss der Zollschuldner gemäß Art. 76 Abs. 1 ZG die Zollforderung durch Barhinterlage, durch Hinterlegung sicherer und marktgängiger Wertpapiere oder durch Zollbürgschaft sicherstellen. Durch die Zollbürgschaft kann gemäß Art. 77 ZG eine bestimmte Zollforderung (Einzelbürgschaft) oder alle Zollforderungen gegenüber der Zollschuldnerin oder dem Zollschuldner (Generalbürgschaft) sichergestellt werden. Die Bürgschaft ist auf amtlichem Formular zu errichten; darin ist der Höchstbetrag der Haftung einzutragen.
In Österreich gilt – wie in allen EU-Mitgliedstaaten – der UZK, sodass der für Deutschland geschilderte Zollaufschub auch in Österreich angewandt wird.